# 408 aC
El 408 aC va ser un any del calendari romà prejulià. Era l'any 346 'Ab urbe condita', o de la fundació de Roma.

## Esdeveniments
- El rei dels reis aquemènida, Darios II, nomena el seu fill Cir el Jove, sàtrapa de Lídia, de Frígia i de Capadòcia.[1]
- Alcibíades, nomenat general, entra triomfant a Atenes i se li confia el comandament d'una flota.[2]
- Hermòcrates de Siracusa va anar a Selinunt que estava en ruïnes (havia estat destruïda pels cartaginesos), la va restaurar i va acollir refugiats d'arreu de l'illa de Sicília. Des d'allà va atacar als cartaginesos de Mòtia i Panorm als que va derrotar.[3]
- Fundació de la ciutat de Rodes, formada pel sinecisme de les ciutats estat dòriques de Ialisos, Camiros i Lindos.[4][5]
- Trobada probable entre Sòcrates i Plató.[6]
- Victòria de Polidamant d'Escotussa al pancraci als jocs olímpics d'aquell any.[7]
- A Roma van ser elegits Tribuns amb potestat consular: Gai Juli Jul, Publi Corneli Cos i Gai Servili Ahala.[8]